# Miss Brasil 2013
Miss Brasil 2013, a 59.ª edição do concurso Miss Brasil, foi realizada em 28 de setembro de 2013, no Minascentro em Belo Horizonte, Minas Gerais. 27 candidatas representando todas as unidades federativas que participaram da competição. A Miss Brasil 2012, Gabriela Markus, coroou sua sucessora Jakelyne Oliveira, do Mato Grosso.
Esta edição do concurso foi a segunda sob a coordenação da Enter Entertainment Experience, empresa de eventos do Grupo Bandeirantes e a décima primeira consecutiva televisionada nacionalmente pela Rede Bandeirantes. O concurso foi marcado pela volta de Renata Fan e Sérgio Marone como apresentadores da atração. A vencedora, Jakelyne Oliveira, representou o país no Miss Universo 2013, que se realizou no dia 9 de novembro, no Crocus City Hall em Moscou, na Rússia, e obteve a quinta colocação, repetindo assim o feito de sua antecessora.

## Resultados

### Colocações
| Posição                 | Estado e Candidata |
| ----------------------- | --- |

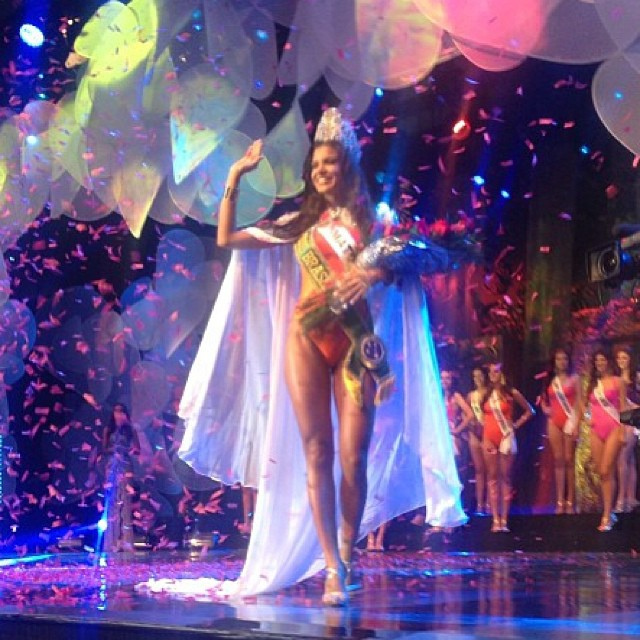
Jakelyne Oliveira, Miss Brasil 2013 recém coroada.

| Vencedora               | - Mato Grosso - Jakelyne Oliveira |
| 2º. Lugar               | - Minas Gerais - Janaina Barcelos |
| 3º. Lugar               | - Bahia - Priscila Santiago |
| Finalistas              | - Paraná - Isis Stocco - São Paulo - Bruna Michels |
| (TOP 10) Semifinalistas | - Ceará - Mariana Vasconcelos - Pernambuco - Helena Rios - Rio Grande do Norte - Cristina Alves - Rio Grande do Sul - Vitória Sulczinski - Sergipe - Lisianny Bispo           |
| (TOP 15) Semifinalistas | - Espírito Santo - Anne Volponi - Mato Grosso do Sul - Patrícia Machry - Pará - Anne Carolline Vieira - Rio de Janeiro - Orama Valentim - Santa Catarina - Francielle Kloster |

### Premiações Especiais
A eleita pelo voto popular compôs o quadro de semifinalistas.
| Premiação           | Estado e Candidata                     |
| ------------------- | -------------------------------------- |
| Miss Simpatia       | - Espírito Santo - Anne Volponi        |
| Melhor Traje Típico | - Goiás - Sileimã Pinheiro             |
| Miss Voto Popular   | - Mato Grosso do Sul - Patrícia Machry |

### Ordem dos Anúncios
| 1. Sergipe 2. Rio Grande do Sul 3. Bahia 4. Espírito Santo 5. Santa Catarina 6. Pará 7. Pernambuco 8. Rio Grande do Norte 9. São Paulo 10. Paraná 11. Mato Grosso 12. Rio de Janeiro 13. Ceará 14. Minas Gerais 15. Mato Grosso do Sul | 1. Bahia 2. Ceará 3. Mato Grosso 4. Minas Gerais 5. Paraná 6. Pernambuco 7. Rio Grande do Norte 8. Rio Grande do Sul 9. São Paulo 10. Sergipe | 1. Paraná 2. Mato Grosso 3. Bahia 4. São Paulo 5. Minas Gerais | 1. Bahia 2. Mato Grosso 3. Minas Gerais |

## Resposta Final
Questionada pelo jurado Agostinho Filho sobre como ela se posicionaria em uma discussão, a vencedora respondeu:
| “ | Boa noite Mato Grosso, boa noite Minas Gerais, boa noite Brasil! Bem, eu tentaria resolver de uma maneira calma e sensata, mostrando para ambas as partes que a melhor maneira para se resolver uma situação é a sinceridade. | ” |

## Jurados
- O corpo dos jurados foi formado da seguinte maneira:[6]

### Final
Responsáveis eleger a vencedora:
1. Talytha Pugliesi, modelo.
2. Vitor Dzenk, estilista mineiro.

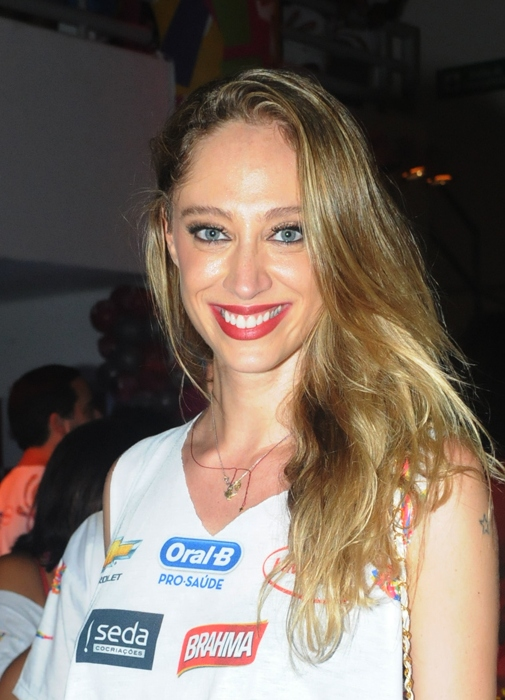
A modelo Talytha Pugliesi fez parte do juri que elegeu a nova Miss Brasil.

3. Matheus Mazzafera, estilista e apresentador.
4. Sabrina Sato, apresentadora da Rede Record.
5. Tancredo Augusto Neves, presidente da Companhia Mineira de Promoções (Prominas).
6. Rita Batista, então co-apresentadora do programa A Liga.
7. Agostinho Filho, secretário de Turismo do Estado de Minas Gerais.
8. Paulo Borges, diretor criativo de São Paulo Fashion Week e da Fashion Rio.
9. Jacqueline Meirelles, designer de joias e Miss Brasil 1987.
10. Humberto Alves Pereira, presidente da revista A Cidade.
11. Caio Carvalho, então diretor geral da Enter.
12. Martha Vasconcellos, Miss Universo 1968.
13. Fernando Torquato, fotógrafo.

### Técnico
Responsáveis por selecionar as semifinalistas:
1. Pedro Muraru, designer de jóias.
2. Michael Schwandt, coreógrafo americano.
3. Kátia Lage, assessora de imprensa da Prominas.
4. Viviani Negocia, coordenadora de projetos da Enter.
5. Gabriela Fagliari, diretora de projetos da Enter.

### Traje Típico
Os responsáveis por escolher o melhor traje típico:
1. Bárbara Maciel, estilista.
2. Marcus Martinelli, cabeleireiro.
3. Pedro Muraru, designer de jóias.

## Programação Musical
Conforme as misses desfilam na noite final, músicas de apoio são tocadas em cada apresentação, como:
- Abertura: I Love It por Icona Pop
- Desfile de Biquini: Crazy in Love por Beyoncé feat. Jay-Z
- Desfile de Traje de Gala: Garota de Ipanema por Antônio Carlos Jobim e Flor Morena por Aline Calixto (ao vivo)
- Desfile de Maiô: Instrumental
- Final Look: Where Have You Been por Rihanna

## Candidatas
| Estado              | Candidata             | Idade | Altura | Cidade                  | Ref.   |
| ------------------- | --------------------- | ----- | ------ | ----------------------- | ------ |
| Acre                | Raissa Campêlo        | 25    | 1.78   | Rio Branco              | [ 9 ]  |
| Alagoas             | Nicole Verçosa        | 20    | 1.70   | Barra de São Miguel     | [ 10 ] |
| Amapá               | Nataly Uchôa          | 19    | 1.75   | Pedra Branca do Amapari | [ 11 ] |
| Amazonas            | Tereza Azêdo          | 22    | 1.75   | Parintins               | [ 12 ] |
| Bahia               | Priscila Santiago     | 20    | 1.74   | Santa Cruz              | [ 13 ] |
| Ceará               | Mariana Vasconcelos   | 23    | 1.72   | Fortaleza               | [ 14 ] |
| Distrito Federal    | Nathália Costa        | 23    | 1.78   | Taguatinga              | [ 15 ] |
| Espírito Santo      | Anne Volponi          | 23    | 1.78   | Viana                   | [ 16 ] |
| Goiás               | Sileimã Pinheiro      | 25    | 1.80   | Aruanã                  | [ 17 ] |
| Maranhão            | Ingrid Gonçalves      | 22    | 1.80   | Caxias                  | [ 18 ] |
| Mato Grosso         | Jakelyne Oliveira     | 20    | 1.77   | Rondonópolis            | [ 19 ] |
| Mato Grosso do Sul  | Patricia Machry       | 20    | 1.78   | Sidrolândia             | [ 20 ] |
| Minas Gerais        | Janaina Barcelos      | 24    | 1.77   | Betim                   | [ 21 ] |
| Pará                | Anne Carolline Vieira | 23    | 1.77   | Castanhal               | [ 22 ] |
| Paraíba             | Patrícia dos Anjos    | 24    | 1.78   | Sousa                   | [ 23 ] |
| Paraná              | Ísis Stocco           | 21    | 1.72   | Maringá                 | [ 24 ] |
| Pernambuco          | Helena Rios           | 20    | 1.72   | Recife                  | [ 25 ] |
| Piauí               | Nathalya Araújo       | 23    | 1.77   | Castelo do Piauí        | [ 26 ] |
| Rio de Janeiro      | Orama Valentim        | 22    | 1.74   | Campos dos Goytacazes   | [ 27 ] |
| Rio Grande do Norte | Cristina Alves        | 24    | 1.70   | Parnamirim              | [ 28 ] |
| Rio Grande do Sul   | Vitória Centenaro     | 21    | 1.76   | Passo Fundo             | [ 29 ] |
| Rondônia            | Jeane Aguiar          | 24    | 1.77   | Ji-Paraná               | [ 30 ] |
| Roraima             | Bianca Matte          | 22    | 1.76   | Boa Vista               | [ 31 ] |
| Santa Catarina      | Francielle Kloster    | 18    | 1.80   | Pomerode                | [ 32 ] |
| São Paulo           | Bruna Michels         | 24    | 1.75   | Diadema                 | [ 33 ] |
| Sergipe             | Lisianny Bispo        | 20    | 1.77   | Itabaiana               | [ 34 ] |
| Tocantins           | Wiolana Barbosa       | 20    | 1.76   | Tocantinópolis          | [ 35 ] |

## Etapas Estaduais
| - Miss Acre 2013 - Miss Alagoas 2013 - Miss Amapá 2013 - Miss Amazonas 2013 - Miss Bahia 2013 - Miss Ceará 2013 - Miss Distrito Federal 2013 - Miss Espírito Santo 2013 - Miss Goiás 2013 | - Miss Maranhão 2013 - Miss Mato Grosso 2013 - Miss Mato Grosso do Sul 2013 - Miss Minas Gerais 2013 - Miss Pará 2013 - Miss Paraíba 2013 - Miss Paraná 2013 - Miss Pernambuco 2013 - Miss Piauí 2013 | - Miss Rio de Janeiro 2013 - Miss Rio Grande do Norte 2013 - Miss Rio Grande do Sul 2013 - Miss Rondônia 2013 - Miss Roraima 2013 - Miss Santa Catarina 2013 - Miss São Paulo 2013 - Miss Sergipe 2013 - Miss Tocantins 2013 |

## Transmissões

### Televisão
Dezoito etapas estaduais foram televisionadas:
- Miss Amapá - TV Macapá
- Miss Amazonas - TV Bandeirantes Amazonas [36]
- Miss Bahia - TV Bandeirantes Bahia [37]
- Miss Ceará - TV Jangadeiro
- Miss Distrito Federal - TV Bandeirantes Brasília
- Miss Mato Grosso - Rede Cidade Verde
- Miss Pará - RBA TV [38]
- Miss Paraíba - TV Clube
- Miss Paraná - TV Maringá (Rede Bandeirantes) [39]
- Miss Pernambuco - TV Tribuna (Rede Bandeirantes)
- Miss Rio de Janeiro - TV Bandeirantes Rio de Janeiro
- Miss Rio Grande do Sul - TV Bandeirantes Rio Grande do Sul [40]
- Miss Rio Grande do Norte - TV Bandeirantes Natal
- Miss Rondônia - TV Meridional (Rede Bandeirantes)
- Miss Santa Catarina - TV Bandeirantes Santa Catarina [41]
- Miss São Paulo - Rede Bandeirantes [42] e Band Internacional
- Miss Sergipe - TV Bandeirantes Bahia (Retransmissora) [43]
- Miss Tocantins - TV Bandeirantes Tocantins [44]

### Internet
Foram transmitidos via livestreaming:
- Miss Espírito Santo - Band.com.br
- Miss Goiás - Diário da Manhã [45]
- Miss Minas Gerais - Band.com.br
- Miss São Paulo - Band.com.br

## Comparação das Premiações
Após as polêmicas e controvérsias do Miss Brasil do ano passado, a edição de 2013 retornou a ser feita em com o mesmo formato. Com isso, o modelo de semifinalistas 10-7-5-3 foi abolido, e o número de candidatas selecionadas para os desfiles na noite final foi aumentado. Inicialmente, é formado um Top 15, no qual elas devem desfilar de traje de gala, das quais dez seguem para o desfile de biquíni e Maiô, e cinco seguem para a rodada de perguntas finais. Ao final, três candidatas são escolhidas, e uma delas é anunciada a nova detentora do título nacional.

### Subiram
O Mato Grosso, após a não classificação do ano anterior, coroou a sua terceira Miss Brasil. Minas Gerais, terceiro lugar em 2012, subiu uma posição em 2013, a Bahia subiu de uma eliminação em 2012, para o terceiro lugar em 2013. O Paraná apos não ter se classificado em 2012 chegou como o grande favorito ao título, o rosto da sua candidata foi considerado o mais bonito da competição, o Estado acabou em quarto lugar no concurso  . Sergipe foi eliminado em 2011 e 2012 e agora chegou ao Top 10. Já Pernambuco que não se classificou em 2012 se classificou no Top 10 de 2013. Pará e Mato Grosso do Sul retornaram ao quadro de semifinalistas após um ano ausente.

### Caíram
Após duas coroações consecutivas o Rio Grande do Sul ficou fora das cinco finalistas. O Espírito Santo, após ter obtido o Top 10 em 2012, caiu para o Top 15. Santa Catarina apenas chegou entre as quinze semifinalistas, não avançando. O Amazonas saiu do Top 10 para uma não classificação. O Distrito Federal não conseguiu classificação, algo que não acontecia desde 2006. O Ceará chegou ao Top 07 de 2012, caiu para o Top 10. Já o Rio Grande do Norte, com o segundo lugar, no Miss Brasil em 2012, ficou parado entre as dez mais.

### Estagnados
O estado de São Paulo conseguiu se classificar pelo terceiro ano seguido no Top 05. O Acre, por sua vez, está sem classificação há 2 anos. Também sem classificação, há 3 anos, está o Tocantins. Outros estados permanecem sem conseguir classificação nas finais há mais tempo: Goiás (4 anos), Maranhão e Piauí (5 anos), Rondônia (6 anos), Alagoas e Roraima (9 anos), e o Amapá permanece a 14 anos sem ver uma candidata ser anunciada como semifinalista da competição nacional.

## Audiência
Em comparação ao ano anterior, a transmissão do Miss Brasil 2013 pela Band teve crescimento de 1.9 ponto, na medição realizada pelo Ibope na grande São Paulo (principal praça para as decisões do mercado publicitário). Ainda assim, a média de 3.9 (registrada entre 22h15 e 0h, faixa de exibição do concurso) é muito baixa em comparação ao período em que o concurso foi transmitido pelo SBT (contadas as edições de 1982, 1983, 1984, 1985 e 1989 e incluídas medições realizadas pelo Audi TV, incorporado pelo Ibope).
Para se ter uma ideia da queda de público na série histórica, o concurso Miss Brasil 1982 (exibido pelo SBT) registrou médias de 38.4 pontos em São Paulo e 13 pontos no Rio de Janeiro. Nessa época, as audiências tanto do Ibope quando da Audi TV eram aferidas através de entrevistas domiciliares e não havia people meters. Em comparação a 1982, o concurso Miss Brasil perdeu apenas na capital paulista 34.5 pontos de audiência. Não há informações sobre a audiência do Miss Brasil 2013 na capital fluminense.

## Informações Adicionais

### Coordenações Estaduais
- Bahia: É o primeiro concurso baiano comandado pela ex-Miss Brasil Internacional Gabriella Rocha.
- Ceará: A agência Book, comandada pela ex-miss Jornele Cordeiro agora conta com a TV Jangadeiro para transmitir o estadual.
- Espírito Santo: É o primeiro ano de coordenação da Ragazzo Models junto com a empresa Sá Cavalcante a frente do concurso.
- Mato Grosso: Depois de dois anos, Warner Willon volta a comandar o evento estadual.
- Minas Gerais: Depois de não ser transmitido no ano passado, o concurso mineiro volta a passar ao vivo pelo portal da Band.
- Tocantins: Quem comanda agora o concurso estadual nortista é Júlio Franco com o produtor Cagliari Castro.

### Indicação
- Acre: Raissa Campelo foi a indicada este ano pela coordenação estadual de Meyre Mhanaus
- Mato Grosso do Sul: Patrícia Machry foi a aposta deste ano da Arena Models, comandada por Melissa Tamaciro.

### Sobre as Misses
- Minas Gerais - A mineira recebeu um elogio da presidente Dilma Rousseff: "Minas veio pra ganhar este ano. Vai ganhar!".[48]
- Mato Grosso - Jakelyne Oliveira foi comparada a atriz e namorada do jogador Neymar, Bruna Marquezine.[49]
- Pernambuco - A recifense eleita para representar seu estado no Miss Brasil passou em quatro universidades públicas.[50]
- Roraima - Bianca Matte foi terceira colocada no Miss Tourism Universe 2014.
- São Paulo - Bruna Michels é a irmã do atual prefeito de sua cidade natal, Diadema (Lauro Michels).[51]

## Participações em Outros Concursos

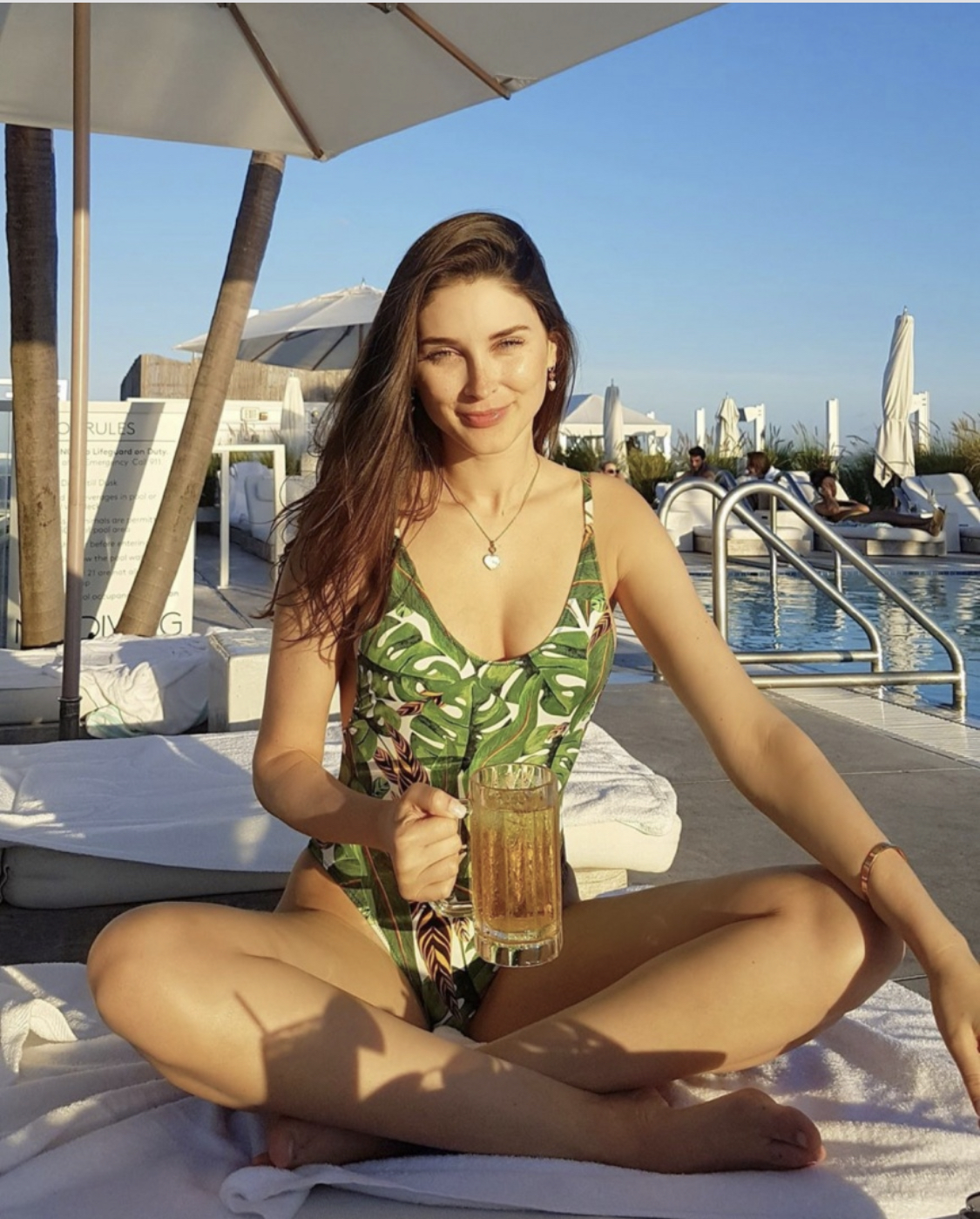
Bianca Matte - Miss Brasil Turismo 2014

| Miss São Paulo - 2008: Minas Gerais - Janaína Barcelos (Vencedora) - (Representando o município de Caieiras) - 2007: Minas Gerais - Janaína Barcelos (2º. Lugar) - (Representando o município de Santana de Parnaíba) Miss Rio Grande do Norte - 2010: Acre - Raissa Campelo (3º. Lugar) - (Representando o município de Macau) Miss Teenager Paraná - 2009: Paraná - Isis Stocco (Vencedora) - (Representando o município de Maringá) Miss Brasil - 2006: Goiás - Sileimã Alves Pinheiro - (Representando o Estado de Goiás) - 2008: Minas Gerais - Janaína Barcelos (4º. Lugar) - (Representando o Estado de São Paulo) - 2010: Rondônia - Jeane Aguiar - (Representando o Estado de Rondônia) Miss Mundo Brasil - 2011: Amapá - Nataly Uchôa - (Representando o Estado do Maranhão) Miss Terra Brasil - 2011: Minas Gerais - Janaína Barcelos (4º. Lugar) - (Representando o Estado de São Paulo) Miss Brasil Globo - 2012: Mato Grosso - Jakelyne Oliveira (Vencedora) - (Representando o Estado de Mato Grosso) - 2009: Paraíba - Patrícia dos Anjos (2º. Lugar) - (Representando o Estado da Paraíba) Miss Brasil Latina - 2012: Alagoas - Nicole Verçosa - (Representando o Estado do Alagoas) Elite Model Look Brasil - 2009: Piauí - Nathalya Araújo (Vencedora) - (Representando extra-oficialmente o Estado do Piauí) | Miss Brasil Internacional - 2015: Paraná - Ísis Stocco (Vencedora - Indicada) - (Representando o Estado do Paraná) Miss Brasil Turismo - 2014: Roraima - Bianca Matte (Vencedora - Indicada) - (Representando o Estado do Roraima) Miss Globo Internacional - 2012: Mato Grosso - Jakelyne Oliveira (Vencedora) - (Representando o Brasil no Chipre) Elite Model Look - 2009: Piauí - Nathálya Araújo - (Representando o Brasil na China) Miss Teenager World - 2009: Paraná - Isis Stocco (Vencedora) - (Representando o Brasil na Guatemala) Rainha Internacional da Pecuária - 2012: Amapá - Nataly Uchôa - (Representando o Brasil na Colômbia) Miss Motors Internacional - 2010: Minas Gerais - Janaina Barcelos - (Representando o Brasil na Itália) Miss Continente Del Mundo - 2009: Rondônia - Jeane Aguiar (Vencedora) - (Representando o Brasil no Peru) Miss Internacional - 2015: Paraná - Ísis Stocco (Top 10 Semifinalistas) - (Representará o Brasil no Japão) Miss Tourism Universe - 2014: Roraima - Bianca Matte (Segunda Finalista) - (Representará o Brasil no Líbano) Gata Jornal de Pomerode - 2012: Santa Catarina: Francielle Kloster (Vencedora) - (Representando extra-oficialmente o município de Pomerode) Rainha do Carnaval de Salvador - 2012: Bahia: Priscila Santiago (1ª. Princesa) - (Representando extra-oficialmente o município de Salvador) |